# Cicibór Duży
Cicibór Duży es un pueblo ubicado en la gmina Biała Podlaska, distrito de Biała Podlaska, voivodato de Lublin, Polonia.

## Superficie
Cuenta con una superficie de 5,690 kilómetros cuadrados.

## Demografía
Hasta 2011 la población era de 559 habitantes, con una densidad de población de 98,24 habitantes por kilómetro cuadrado. Estaba conformada por 305 hombres (54,6%) y 254 mujeres (45,4%), según el censo de la Oficina Central de Estadística.